# Księżopole-Jałmużny
Księżopole-Jałmużny (do 2010 Książopole-Jałmużny) – wieś w Polsce położona w województwie mazowieckim, w powiecie siedleckim, w gminie Mokobody. Ma status sołectwa.
Wierni Kościoła rzymskokatolickiego należą do parafii św. Jadwigi w Mokobodach.
Zaścianek szlachecki Jałmużny należący do okolicy zaściankowej Księżopole położony był w drugiej połowie XVII wieku w ziemi drohickiej województwa podlaskiego. W latach 1975–1998 miejscowość administracyjnie należała do województwa siedleckiego.